# Resolutie 60/288 Algemene Vergadering Verenigde Naties
Resolutie 60/288 van de Algemene Vergadering van de Verenigde Naties, getiteld De globale strategie van de Verenigde Naties tegen terrorisme, werd op 8 september 2006 bij consensus aangenomen door de toentertijd 192 leden van de Algemene Vergadering. Het was de eerste keer dat alle VN-lidstaten een gezamenlijke strategie tegen terrorisme overeenkwamen, wat was voortgevloeid uit een top van leiders die een jaar tevoren was gehouden op het VN-hoofdkwartier in New York.

## Inhoud
Men bevestigde de Verklaring inzake Maatregelen om Internationaal Terrorisme Uit te Roeien uit december 1994, het supplement daarop uit december 1996 en de besluiten met betrekking tot terrorisme die op de Wereldtop in 2005 waren genomen. Eén daarvan was dat de Algemene Vergadering,  op basis van door secretaris-generaal Kofi Annan bepaalde elementen een strategie tegen terrorisme moest ontwikkelen. Die had Annan opgesomd in zijn rapport Verenigd tegen terrorisme: aanbevelingen voor een globale strategie tegen terrorisme. Nog in 2005 had de secretaris-generaal mensen van verschillende VN-organisaties en Interpol samengebracht in de Antiterrorisme-uitvoeringstaakgroep (CTITF), die de inspanningen tegen terrorisme coördineerde, en die hij ging institutionaliseren.
De strategie die werd aangenomen berustte op een aantal pijlers:
- Dat landen zouden overwegen partij te worden van bestaande conventies tegen terrorisme en deze uitvoerden, en dat zij alle relevante resoluties van de Algemene Vergadering en de Veiligheidsraad uitvoerden en erkenden dat maatregelen tegen terrorisme in overeenstemming met het internationaal recht moesten zijn.
- Maatregelen tegen omstandigheden die de verspreiding van terrorisme in de hand werken. Daaronder vielen het voorkomen en beëindigen van conflicten en het bevorderen van tolerantie tussen culturen, volkeren en religies. Ook was men vastberaden landen uit de armoede te helpen met onder meer de millenniumdoelstellingen.
- Maatregelen om terrorisme te voorkomen en bestrijden. Alle landen zouden zich onthouden van het organiseren, ondersteunen, financieren, aanmoedigen of tolereren ervan, en maatregelen nemen om te verhinderen dat terroristen zich op hun grondgebied vestigden. Ook zouden ze samenwerken om personen die betrokken waren bij terrorisme volgens de gebruikelijke procedures te berechten, om informatie uit te wisselen en om verwante misdaden als drugshandel, wapenhandel en geld witwassen tegen te gaan. Daarvoor konden ze hulp krijgen van het Kantoor inzake Drugs en Misdaad van de Verenigde Naties, het Internationaal Monetair Fonds en de Wereldbank. Verder moest, alvorens de status van vluchteling werd toegekend ,nagetrokken worden of de betreffende asielzoeker niet betrokken was geweest bij terreuractiviteiten.
- Maatregelen om de capaciteiten van landen en de rol van de Verenigde Naties tegen terrorisme te versterken. Landen werden gevraagd vrijwillig bij te dragen aan VN-projecten die andere landen ondersteuning gaven. Het Antiterrorismecomité van de Veiligheidsraad werd gevraagd zijn eigen werking verder te verbeteren, en vooral meer in dialoog te treden met landen en internationale organisaties.
- Maatregelen om eenieders mensenrechten te garanderen en voor ordehandhaving als de fundamentele basis van de strijd tegen terrorisme. Resolutie 60/158 legde de basis voor het "beschermen van de mensenrechten en basisvrijheden in de strijd tegen terrorisme". Landen werden gevraagd partij te worden van de basisverdragen inzake de rechten van de mens, vluchtelingen en het humanitair recht, en ook om hun eigen rechtssysteem te ontwikkelen zodat terroristen op een correcte manier berecht zouden kunnen worden.

De laatste vier punten zijn de "vier pijlers van de globale strategie tegen terrorisme".
Voor het opvolgen van de strategie zouden de volgende stappen worden ondernomen:
- Introductie tijdens een onderdeel op hoog niveau van de 61e sessie van de Algemene Vergadering;
- Binnen twee jaar de gemaakte voortgang bekijken en bijsturen waar nodig. Sommige onderdelen waren op korte termijn te realiseren, maar andere zouden een werk van lange adem zijn;
- De secretaris-generaal uitnodigen om aan het voorgaande deel te nemen;
- Lidstaten en internationale organisaties aansporen de strategie te steunen;
- NGO's en de bevolking aanmoedigen zich mee in te zetten;
- Het onderwerp op te nemen in de agenda van de 62e sessie het volgende jaar;

## Vervolg
In september 2008 nam de Algemene Vergadering resolutie 62/272 aan, na een tweedaagse beoordeling. Daarin bevestigden de lidstaten de strategie tegen terrorisme en hun verantwoordelijkheid om die uit te voeren, alsook de noodzaak om de internationale samenwerking verder te verbeteren.
In 2011 doneerde Saudi-Arabië tien miljoen dollar aan de VN, waarmee de oprichting van het Antiterrorismecentrum van de Verenigde Naties (UNCCT) grotendeels werd bekostigd. In 2014 doneerde het land opnieuw honderd miljoen dollar aan het centrum om het te versterken, naar aanleiding van de opkomst van radicale islamisten in het Midden-Oosten. het Antiterrorismecentrum assisteert landen bij het versterken van hun eigen capaciteiten tegen terrorisme.
Lijst ·  60/1 ·  60/2 ·  60/3 ·  60/4 ·  60/5 ·  60/6 ·  60/7 ·  60/8 ·  60/9 ·  60/10 ·  60/11 ·  60/12 ·  60/13 ·  60/14 ·  60/15 ·  60/16 ·  60/17 ·  60/18 ·  60/19 ·  60/20 ·  60/21 ·  60/22 ·  60/23 ·  60/24 ·  60/25 ·  60/26 ·  60/27 ·  60/28 ·  60/29 ·  60/30 ·  60/31 ·  60/32 ·  60/33 ·  60/34 ·  60/35 ·  60/36 ·  60/37 ·  60/38 ·  60/39 ·  60/40 ·  60/41 ·  60/42 ·  60/43 ·  60/44 ·  60/45 ·  60/46 ·  60/47 ·  60/48 ·  60/49 ·  60/50 ·  60/51 ·  60/52 ·  60/53 ·  60/54 ·  60/55 ·  60/56 ·  60/57 ·  60/58 ·  60/59 ·  60/60 ·  60/61 ·  60/62 ·  60/63 ·  60/64 ·  60/65 ·  60/66 ·  60/67 ·  60/68 ·  60/69 ·  60/70 ·  60/71 ·  60/72 ·  60/73 ·  60/74 ·  60/75 ·  60/76 ·  60/77 ·  60/78 ·  60/79 ·  60/80 ·  60/81 ·  60/82 ·  60/83 ·  60/84 ·  60/85 ·  60/86 ·  60/87 ·  60/88 ·  60/89 ·  60/90 ·  60/91 ·  60/92 ·  60/93 ·  60/94 ·  60/95 ·  60/96 ·  60/97 ·  60/98 ·  60/99 ·  60/100 ·  60/101 ·  60/102 ·  60/103 ·  60/104 ·  60/105 ·  60/106 ·  60/107 ·  60/108 ·  60/109 ·  60/110 ·  60/111 ·  60/112 ·  60/113 ·  60/114 ·  60/115 ·  60/116 ·  60/117 ·  60/118 ·  60/119 ·  60/120 ·  60/121 ·  60/122 ·  60/123 ·  60/124 ·  60/125 ·  60/126 ·  60/127 ·  60/128 ·  60/129 ·  60/130 ·  60/131 ·  60/132 ·  60/133 ·  60/134 ·  60/135 ·  60/136 ·  60/137 ·  60/138 ·  60/139 ·  60/140 ·  60/141 ·  60/142 ·  60/143 ·  60/144 ·  60/145 ·  60/146 ·  60/147 ·  60/148 ·  60/149 ·  60/150 ·  60/151 ·  60/152 ·  60/153 ·  60/154 ·  60/155 ·  60/156 ·  60/157 ·  60/158 ·  60/159 ·  60/160 ·  60/161 ·  60/162 ·  60/163 ·  60/164 ·  60/165 ·  60/166 ·  60/167 ·  60/168 ·  60/169 ·  60/170 ·  60/171 ·  60/172 ·  60/173 ·  60/174 ·  60/175 ·  60/176 ·  60/177 ·  60/178 ·  60/179 ·  60/180 ·  60/181 ·  60/182 ·  60/183 ·  60/184 ·  60/185 ·  60/186 ·  60/187 ·  60/188 ·  60/189 ·  60/190 ·  60/191 ·  60/192 ·  60/193 ·  60/194 ·  60/195 ·  60/196 ·  60/197 ·  60/198 ·  60/199 ·  60/200 ·  60/201 ·  60/202 ·  60/203 ·  60/204 ·  60/205 ·  60/206 ·  60/207 ·  60/208 ·  60/209 ·  60/210 ·  60/211 ·  60/212 ·  60/213 ·  60/214 ·  60/215 ·  60/216 ·  60/217 ·  60/218 ·  60/219 ·  60/220 ·  60/221 ·  60/222 ·  60/223 ·  60/224 ·  60/225 ·  60/226 ·  60/227 ·  60/228 ·  60/229 ·  60/230 ·  60/231 ·  60/232 ·  60/233 ·  60/234 ·  60/235 ·  60/236 ·  60/237 ·  60/238 ·  60/239 ·  60/240 ·  60/241 ·  60/242 ·  60/243 ·  60/244 ·  60/245 ·  60/246 ·  60/247 ·  60/248 ·  60/249 ·  60/250 ·  60/251 ·  60/252 ·  60/253 ·  60/254 ·  60/255 ·  60/256 ·  60/257 ·  60/258 ·  60/259 ·  60/260 ·  60/261 ·  60/262 ·  60/263 ·  60/264 ·  60/265 ·  60/266 ·  60/267 ·  60/268 ·  60/269 ·  60/270 ·  60/271 ·  60/272 ·  60/273 ·  60/274 ·  60/275 ·  60/276 ·  60/277 ·  60/278 ·  60/279 ·  60/280 ·  60/281 ·  60/282 ·  60/283 ·  60/284 ·  60/285 ·  60/286 ·  60/287 ·  60/288 ·  60/289